# Trichouratea oleaefolia
Trichouratea oleaefolia là một loài thực vật có hoa trong họ Ochnaceae. Loài này được (A. St.-Hil.) Tiegh. miêu tả khoa học đầu tiên năm 1902.